# Amara, România
Amara là một thị xã thuộc hạt Ialomița, România. Dân số thời điểm năm 2002 là 7637 người.